# Ysopblättriger Weiderich
Der Ysopblättrige Weiderich (Lythrum hyssopifolia), auch Ysop-Blutweiderich genannt, ist eine Pflanzenart aus der Gattung der Blutweideriche (Lythrum) innerhalb Familie der Weiderichgewächse (Lythraceae).

## Beschreibung

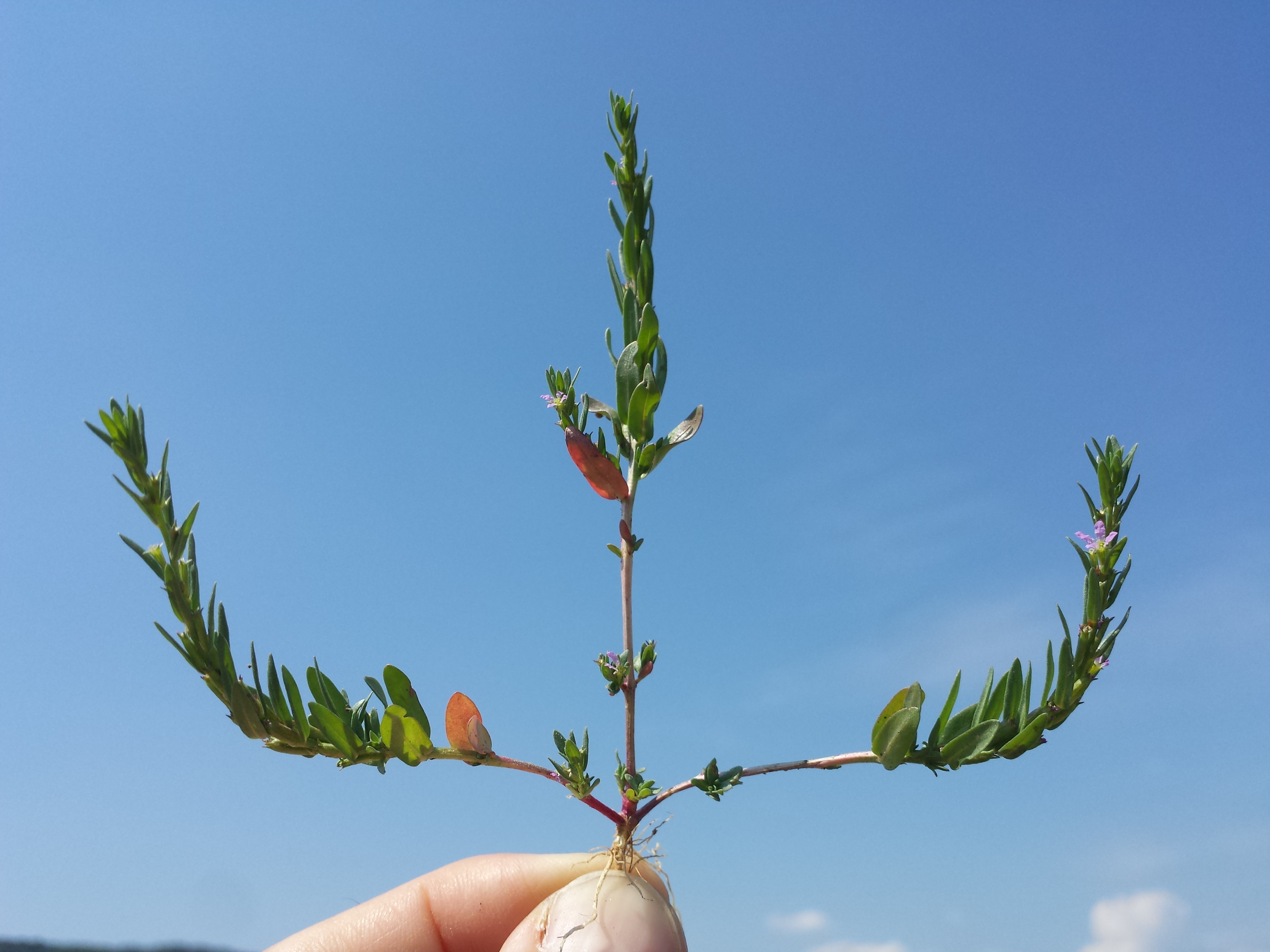
Habitus

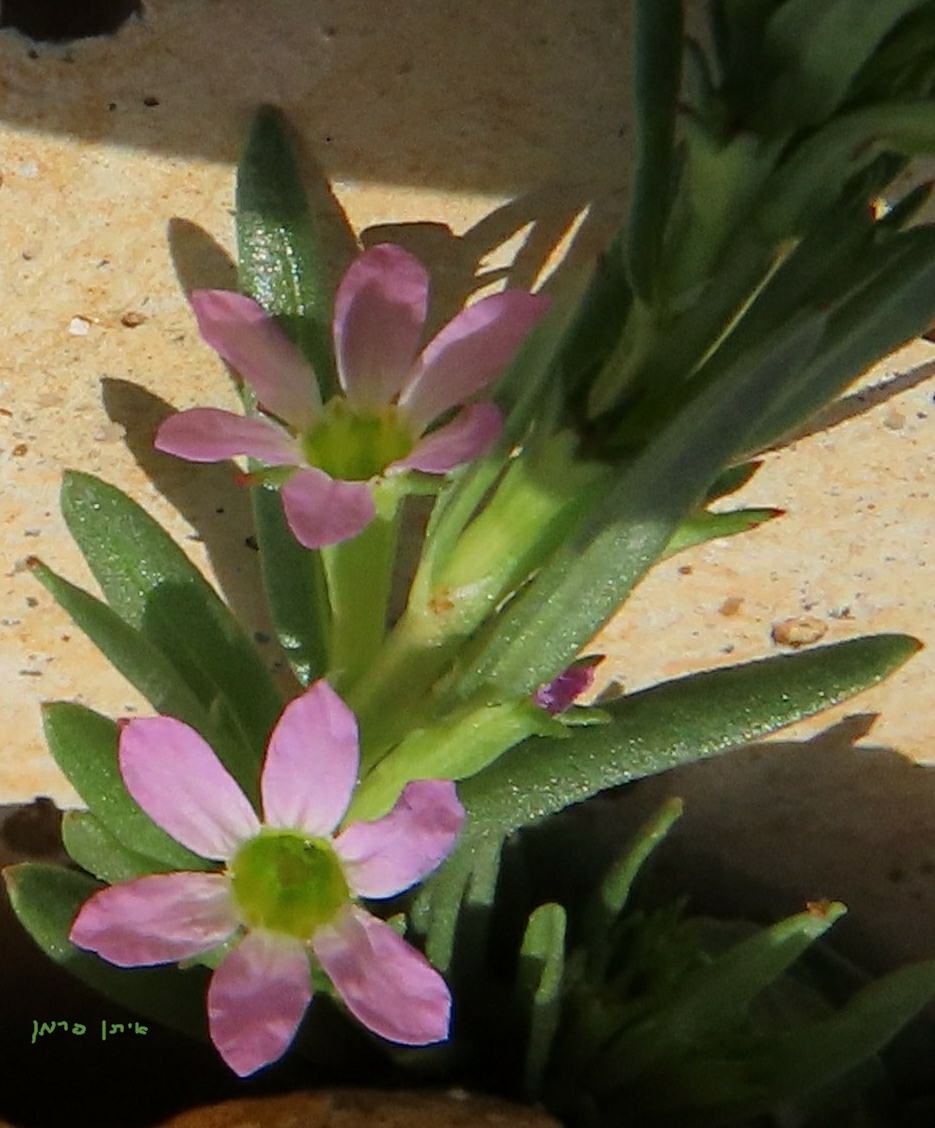
Stängel, Blätter und Blüten

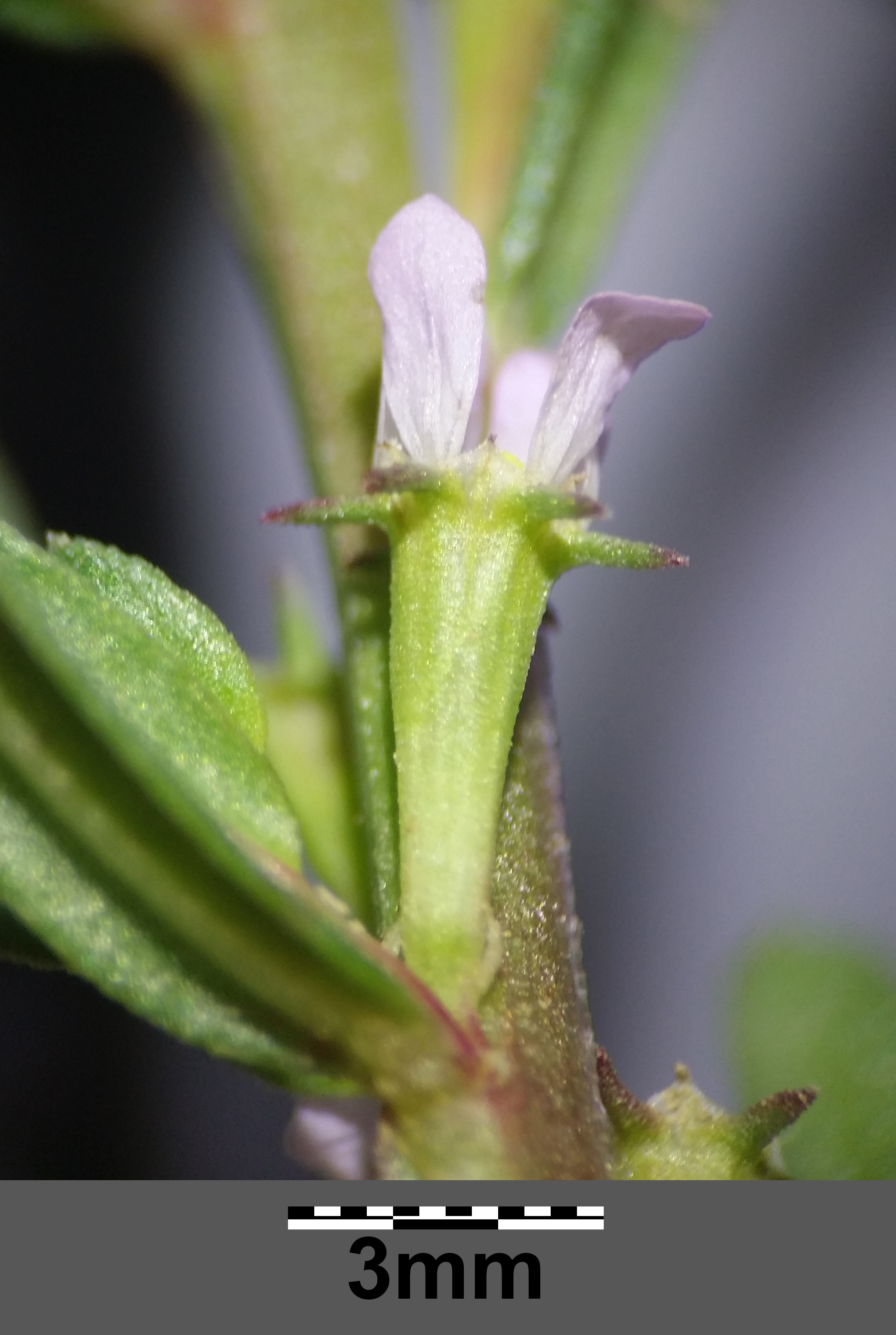
Blüte von der Seite

### Vegetative Merkmale
Der Ysopblättrige Weiderich wächst als kleinwüchsige, einjährige, krautige Pflanze und erreicht Wuchshöhen von 5 bis 30, selten bis zu 60 Zentimetern. Der Stängel ist meist aufrecht, an offenen Stellen auch etwas niederliegend, unverzweigt bis stark verzweigt, mehr oder weniger blaugrün gefärbt und gänzlich kahl. Der Stängel besitzt schmale, häutige Längskanten.
Die Stängelblätter sind meist wechselständig (unten oft gegenständig) und sitzend oder kurz gestielt. Die Blattspreiten der Stängelblätter sind bei einer Länge von 5 bis 30 Millimetern sowie einer Breite von 1 bis 7 Millimetern linealisch-lanzettlich. Die unteren Stängelblätter sind meist elliptisch, die mittleren lanzettlich und die oberen oft linealisch.

### Generative Merkmale
Die Blütezeit reicht von Juni bis September. Die Blüten besitzen zwei kleine, pfriemliche, bleibende Vorblätter. Die Blüten sitzen einzeln oder meist zu zweien in den Blattwinkeln und sind im mittleren Stängelteil kurz gestielt.
Die zwittrigen Blüten sind leicht zygomorph und vier- bis sechszählig mit doppelter Blütenhülle. Die Kelchzähne und die Zwischenzähne sind etwa gleich lang. Die Achsenbecher sind bei einer Länge von 3 bis 4 Millimetern röhren- bis trichterförmig und haben so viele Nerven, wie Kelch- und Zwischenzähne vorhanden sind. Die vier bis sechs violettroten Kronblätter sind mit einer Länge von nur 2 bis 3 Millimetern halb so lang wie der Achsenbecher auf dessen Rand sie eingefügt sind. Die meist vier bis sechs Staubblätter sind gleich lang und sind etwas unterhalb der Mitte des Achsenbechers eingefügt. Der Griffel mit der Narbe erreicht den Rand des Achsenbechers, wird aber später durch die heranwachsende Frucht weiter hochgehoben.
Die zylindrische Kapselfrucht reißt mit Fruchtklappen auf. Die zahlreichen Samen sind hell-bräunlich.
Die Chromosomenzahl beträgt 2n = 20.

## Ökologie
Beim Ysopblättrigen Weiderich handelt es sich um einen helomorphen, mesomorphen Therophyten.
Die Bestäubung erfolgt durch Bienen, auch durch Dipteren und Lepidopteren oder als Selbstbestäubung. Die Ausbreitung der Diasporen erfolgt über Wasser.

## Vorkommen und Gefährdung
Der Ysopblättrige Weiderich kommt ursprünglich im gemäßigten und südlichen Europa und im nördlichen und östlichen Afrika und in Australien vor. Östlich dringt er in Asien bis in die Region Altai und den Iran vor. Auch auf den Azoren und den Kanarischen Inseln kommt er vor, doch ist die Ursprünglichkeit auf den Kanaren zweifelhaft. In Norwegen sowie Schweden und in Nordamerika ist Lythrum hyssopifolia ein Neophyt.
In Mitteleuropa ist er selten bis sehr selten und stark gefährdet, teils „vom Aussterben“ bedroht. Regional ist der Ysopblättrige Weiderich gänzlich verschwunden. Er fehlt unter anderem in den Alpen und in Nordwestdeutschland. Er steigt in Schlesien in Höhenlagen bis zu 450 Metern und in Baden-Württemberg in Höhenlagen bis zu 430 Metern auf.

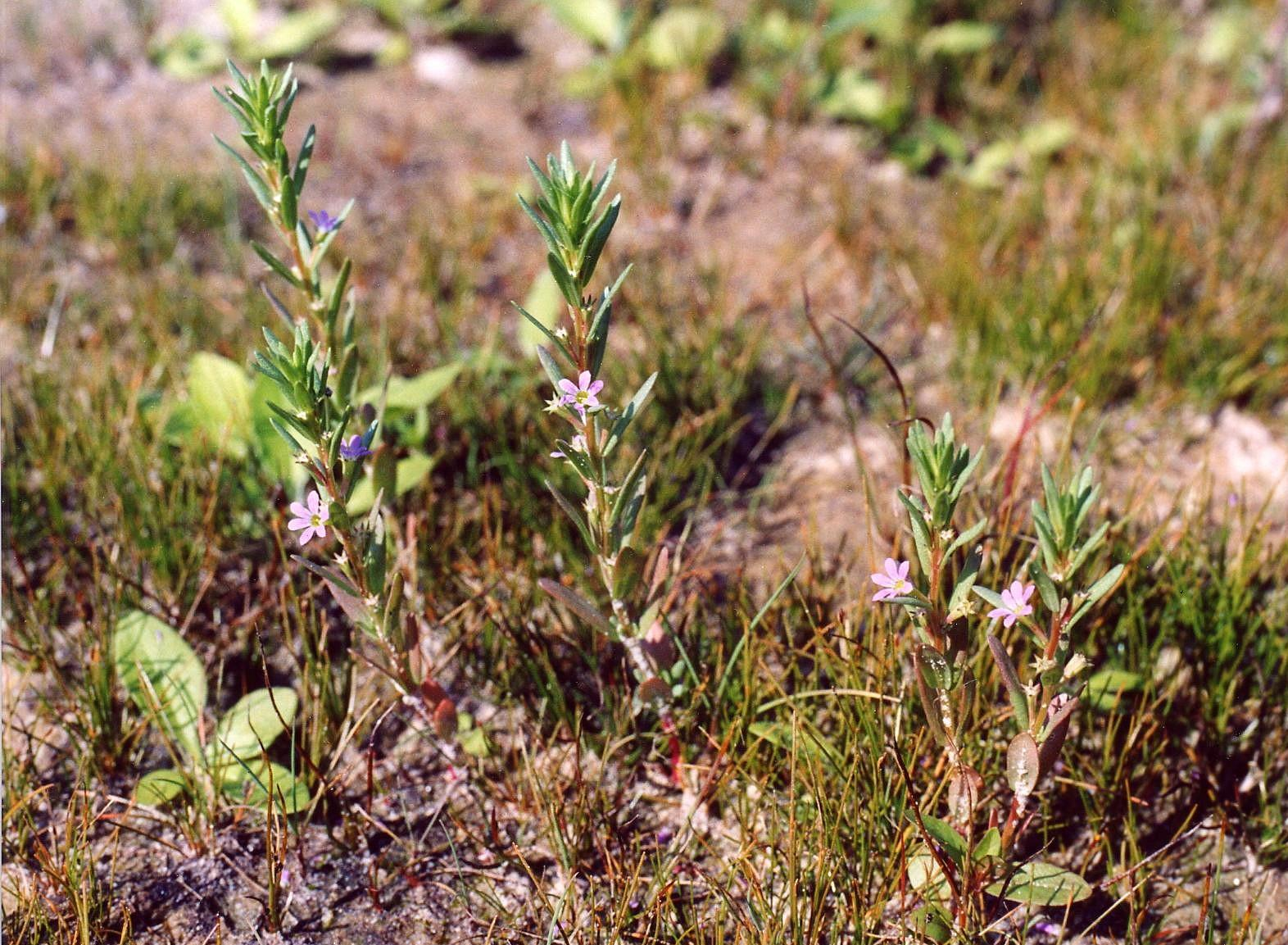
Der Ysopblättrige Weiderich erscheint meist nur unbeständig an einem Wuchsplatz – rasch wird er von kräftigeren Pflanzen wieder verdrängt

Lythrum hyssopifolia wächst in Zwergbinsengesellschaften (Isoeto-Nanojuncetea bufonii) an Ufern, geräumten Gräben, Wegen und Ackerrändern. Bevorzugt werden feuchte oder wechselnasse, nährstoffreiche, oft leicht salzhaltige Lehm- und Tonböden. Derartige Standorte besiedelt diese zwergwüchsige Art als Pionierpflanze. Bei fortschreitender Sukzession wird sie von konkurrenzstärkeren Pflanzen rasch verdrängt. Ihre Diasporen können aber sehr lange im Boden überdauern und bei Neuentstehen von Rohbodenflächen (vor allem infolge von Hochwasserereignissen oder durch maschinelle Bodenbearbeitung) plötzlich wieder erscheinen.
Die ökologischen Zeigerwerte nach Landolt & al. 2010 sind in der Schweiz: Feuchtezahl F = 5w+ (überschwemmt, aber stark wechselnd), Lichtzahl L = 4 (hell), Reaktionszahl R = 4 (neutral bis basisch), Temperaturzahl T = 4+ (warm-kollin), Nährstoffzahl N = 3 (mäßig nährstoffarm bis mäßig nährstoffreich), Kontinentalitätszahl K = 2 (subozeanisch), Salztoleranz 1 (tolerant).

### Gefährdung
- Rote Liste Deutschland: Kategorie 2 – „stark gefährdet“
- Rote Liste Österreich: Kategorie 2 – „stark gefährdet“
- Rote Liste Schweiz: Kategorie 1 – „vom Aussterben bedroht“.

## Taxonomie
Die Erstbeschreibung|Erstveröffentlichung von Lythrum hyssopifolia erfolgte 1753 durch Carl von Linné in Species Plantarum, Tomus I, Seite 447. Die Bezeichnung 'Hyssopifolia' hatte Linné von Johann Bauhin übernommen; 'Blätter des Ysop' heißt auf Lateinisch 'folia Hyssopi'.